# Championnats panaméricains de cyclo-cross 2021
Navigation
Édition précédente Édition suivante
Les championnats panaméricains de cyclo-cross 2021 se déroulent le 5 décembre 2021, à Garland au Texas. La compétition n'avait pas été organisé l'année précédente en raison de la pandémie de Covid-19.

## Résultats

### Hommes
| Épreuves        | Or            | Argent       | Bronze            |
| --------------- | ------------- | ------------ | ----------------- |
| Élites          | Eric Brunner  | Curtis White | Kerry Werner      |
| Moins de 23 ans | Scott Funston | Tyler Clark  | Andrew Strohmeyer |
| Juniors         | Jack Spranger | Ian Ackert   | Magnus White      |

### Femmes
| Épreuves        | Or            | Argent         | Bronze            |
| --------------- | ------------- | -------------- | ----------------- |
| Élites          | Raylyn Nuss   | Ruby West      | Caitlin Bernstein |
| Moins de 23 ans | Madigan Munro | Lauren Zoerner | Cassidy Hickey    |
| Juniors         | Ava Holmgren  | Chloe Fraser   | Isabella Holmgren |

## Tableau des médailles
| Rang  | Nation     | Or | Argent | Bronze | Total |
| ----- | ---------- | -- | ------ | ------ | ----- |
| 1     | États-Unis | 5  | 3      | 5      | 13    |
| 2     | Canada     | 1  | 3      | 1      | 5     |
| Total | Total      | 6  | 6      | 6      | 18    |